# Phaulothamnus
Phaulothamnus, monotipski biljni rod iz porodice Achatocarpaceae. Pripada mu samo vrsta P. spinescens s juga Teksasa i obližnjeg dijela Meksika, gdje je poznata pod narodnim nazivom 'zmijske oči' (= snake-eyes) koji je došao po tome što crne sjemenke unutar prozirnog ploda daju izgled malog oka.

## Etimologija
Latinsko ime roda dolazi od grčkog phaulos, beznačajan, neugledan, loš za rukovanje, i thamnos, grm. 

## Opis
Uspravan grm, trnovit, naraste od 1.5 do 4 metra, obićno do 2.5 metara, cvjetovi žuto-zeleni, cvjeta u ljeto i jesen, dok se bijeli ili prozirni plodovi s crnim sjemenkama u njima pojave u kasnu jesen i ranu zimu.

## Rasprostranjenost
U Meksiku je ima po državama Baja California, Nuevo León, Sonora i Tamaulipas.